# Navarra Arena
El Navarra Arena es un pabellón multiusos construido en un solar anexo al Estadio El Sadar, en Pamplona. El pabellón, que se ha levantado en terrenos ocupados previamente por las piscinas del Club Atlético Osasuna, cuenta con una pista central multiusos con una capacidad de 10 000 espectadores en configuración deportiva y hasta 11 800 espectadores en configuración de concierto y frontón para 3000 espectadores. La infraestructura está preparada para poder acoger eventos de todo tipo desde campeonatos deportivos hasta reuniones empresariales pasando por conciertos o espectáculos.
Durante el primer año apertura en 2018 el recinto recibió a más de 200 000 personas.

## Historia

### Inicios
Navarra Arena se ha conocido de diversos nombres y formas desde las primeras fases del desarrollo del proyecto. En el anteproyecto de los presupuestos de 2008 del Gobierno de Navarra se incluyó una inversión de 1000 € para estudios técnicos y proyecto del pabellón deportivo en Pamplona; en este primer momento se pretendió crear un polideportivo multiusos con una capacidad de 5000 espectadores y todavía no se había decidido su ubicación definitiva, aunque Gobierno de Navarra prefería el solar próximo al Estadio El Sadar.
En abril de 2008, Gobierno de Navarra ya había presentado su propuesta definitiva de lo que a partir de entonces se denominaría Reyno de Navarra Arena: un pabellón con una pista central multiusos en la que podrían desarrollarse espectáculos deportivos, conciertos, convenciones, ferias de muestras, etc. Esta propuesta de Gobierno de Navarra ya había recogido la inclusión de una pista auxiliar con frontón y con capacidad para 2500 espectadores.
En agosto de 2008, C. A. Osasuna presentó ante la Comisión de Urbanismo del Ayuntamiento de Pamplona su propuesta definitiva de modificación del área denominada El Sadarcillo, en la que se preveía ceder un solar de 20 000 m² a Gobierno de Navarra, para construir el pabellón multiusos con capacidad para 10 000 espectadores que ya había sido previamente definido.

### Estudio de detalle
El inicio del proyecto se situó en el traslado de las antiguas piscinas del Club Atlético Osasuna, situadas en los aledaños del Estadio El Sadar, a una nueva ubicación en la Ciudad deportiva de Tajonar. Este movimiento liberó un solar en el que Osasuna, dueño de los terrenos, planteó un estudio de detalle para convertir en dos parcelas edificables: una de 20 000 m², cuya titularidad cedería a Gobierno de Navarra para la construcción del Pabellón Multiusos de Navarra (que luego cambiaría su nombre a Reyno de Navarra Arena) y otra de 10 000 m², en la que el club planteaba un hotel-balneario, una residencia para la tercera edad, un edificio de oficinas y una zona comercial. El plan fue aprobado finalmente por la Comisión de Urbanismo del Ayuntamiento de Pamplona el 27 de enero de 2009.

### Concurso de ideas
En enero de 2009 se convocó un concurso de ideas en el que se definiría el diseño definitivo del proyecto, el equipamiento y la dirección de obra. En la presentación del concurso se confirmó que el nombre definitivo del proyecto sería Reyno de Navarra Arena, recogiendo la marca Reyno de Navarra de Turismo de Gobierno de Navarra, y se conocieron detalles sobre su uso: el pabellón contaría con una pista central para 10 000 espectadores, un frontón para 2500 espectadores, un museo del deporte y un aparcamiento subterráneo. Al concurso se presentaron un total de siete estudios de arquitectura, de los que resultó ganador el equipo TYM, con una puntuación de 83,60 puntos sobre 100 posibles. El estudio ganador recibió el encargo de redactar en un plazo de siete meses el proyecto de ejecución definitivo, con un coste de 1,3 millones de euros. En segundo lugar quedó la propuesta del estudio AH Asociados y, en tercero, la del Estudio de Estrategias Arquitectónicas SAS.

## Programa del edificio
La propuesta definitiva presentada por el estudio TYM Arquitectos ocupaba un área de 41 207 m², de los cuales 28 208 correspondían al pabellón multiusos, y 12 610 a un aparcamiento subterráneo para 355 vehículos ligeros y cuatro vehículos pesados que se sitúa bajo el pabellón. El interior del pabellón estaba configurado en torno a dos espacios: la pista central multiusos, cuyas gradas pueden acoger a un máximo de unos 10 000 espectadores, aunque se podría adaptar a capacidades inferiores; y el frontón, cuyas gradas acogerían a un máximo de 3000 espectadores.

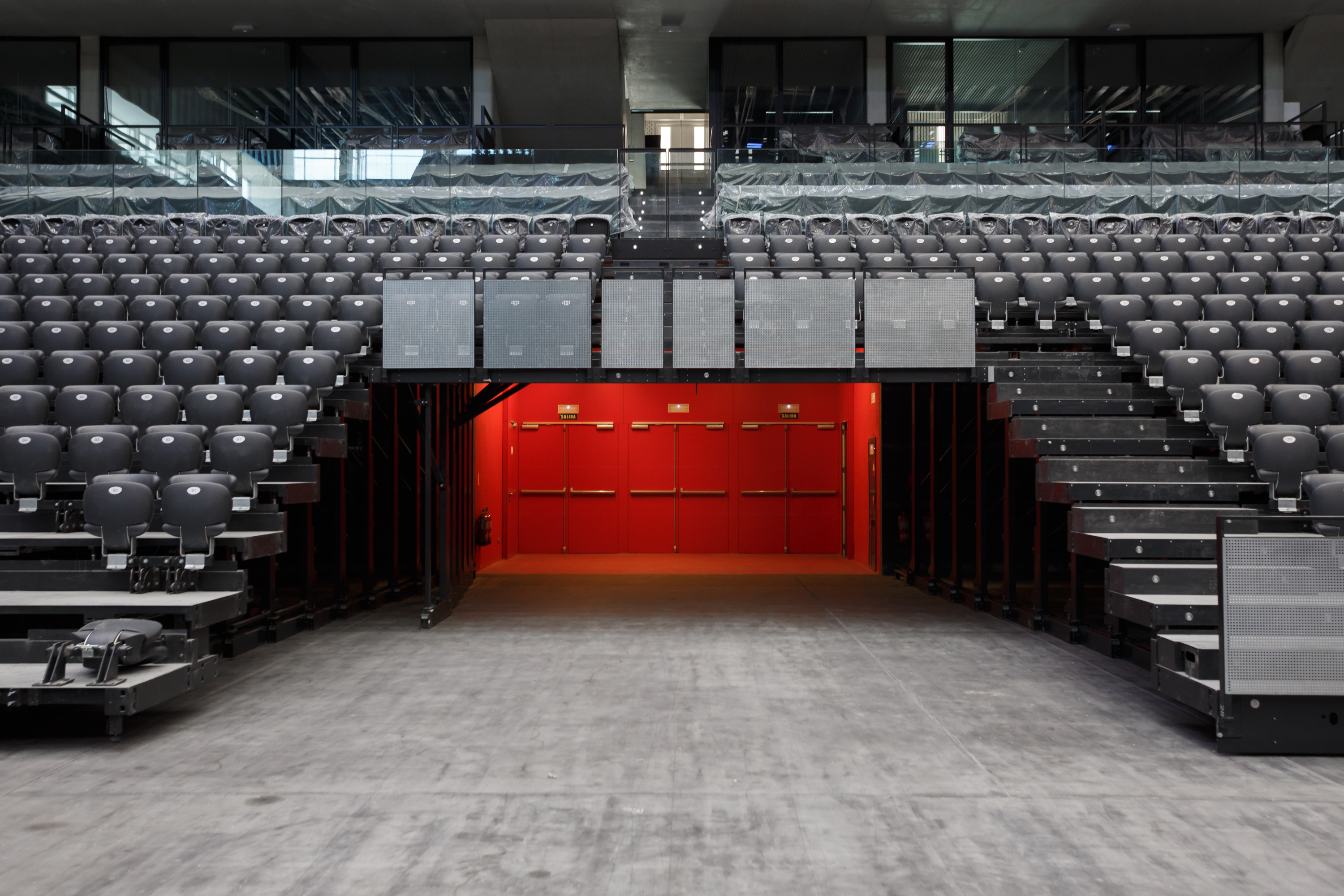
Detalle del graderío del Navarra Arena

Isabel García Malo, consejera de Asuntos Sociales, Familia, Juventud y Deporte de Gobierno de Navarra en aquel momento, anunció que estaba previsto que la actividad deportiva generaría solo un 10 % de los ingresos del pabellón, mientras que los conciertos y espectáculos que se desarrollarían generarían el 70 % de los ingresos y el 20 % restante vendría de la celebración de ferias, exposiciones y convenciones en el recinto.

## Construcción

### Primera fase
El 21 de agosto de 2009, el director gerente del Instituto Navarro de Deporte y Juventud, José Javier Esparza Abaurrea, firmó junto al representante de la unión temporal de empresas Pabellón Reyno de Navarra, Urbano Bastarós, el contrato para la realización de la primera fase de las obras del entonces denominado Reyno de Navarra Arena. Las obras, consistentes en el derribo de las instalaciones preexistentes y en el levantamiento de la cimentación y la estructura del pabellón, se iniciaron en septiembre de 2009 con un plazo de ejecución total de ocho meses y un presupuesto de 12 642 675 €, que serían abonados por el Gobierno de Navarra.

### Información técnica
El edificio ha sido construido bajo nuevas normativas de eficiencia energética (geotermia, biomasa, bombas de calor y climatización de última generación). Gracias a su arquitectura se puede amoldar a diferentes aforos de público. Su graderío telescópico permite adaptar en poco tiempo el espacio a las necesidades de cada espectáculo o evento. La pista central cuenta con una superficie 3000 m² y tiene un aforo de 10 000 espectadores sentado, ajustable según necesidades a aforos menores mediante sistemas de aforamiento, alcanzando los 11 800 espectadores en configuración de concierto. La pista auxiliar tiene una superficie de 1600 m² con un aforo de 1500 personas sentadas, un espacio multifuncional para actividades deportivas y espectáculos que puede servir de apoyo a eventos desarrollados en la pista central. El frontón tiene una superficie 600 m² y un aforo de 3000 espectadores.
Además, el pabellón cuenta con diferentes espacios y salas en las que se pueden desarrollar otro tipo de eventos. El edificio dispone de una sala multiusos situada en la segunda planta con una capacidad de 300 personas, una sala audiovisual con una capacidad de 50 personas (utilizada actualmente como sala de prensa), una pasarela panorámica y otras salas que se pueden adaptar como gimnasio o backstage.

El pabellón cuenta con graderíos telescópicos que permiten la adaptación de los espacios a diversos usos y aforos. La grada telescópica central es escamoteable con gradas en planta 0 orientadas a frontón y pista central y cuya planta 1 puede orientarse tanto hacia el frontón como hacia la pista central. Además, pueden ocultarse en el sótano del edificio uniendo ambas pistas y esta plataforma también podría utilizarse como escenario. El edificio también dispone de cortinaje especial que permite el aforamiento según las necesidades del evento, oscurecimiento y mejora acústica. Cuenta con parrilla de prerriging, una estructura triangular que permite diferentes puntos de cuelgue para escenarios y que soporta hasta 20 toneladas. 

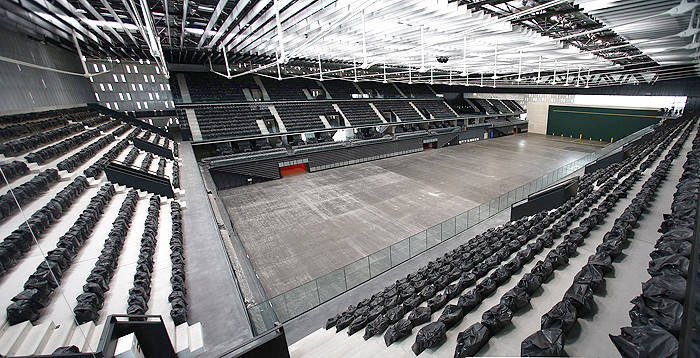
Vista del interior del Pabellón Navarra Arena.

## Utilización

### Inauguración
El nombre definitivo para el Pabellón fue Navarra Arena y se abrió en septiembre de 2018 con la final Masters Codere de pelota mano del 29 de septiembre de 2018, reuniendo 3.000 espectadores, entre ellos María Chivite, presidenta de Navarra y Luis Sabalza, presidente de Osasuna. Esta asistencia supuso un 250 % más que la capacidad máxima del Frontón Labrit, recinto tradicional de ese deporte en Pamplona.

### 2018-2023
Durante los tres primeros meses se celebraron eventos deportivos como el Campeonato de España de Gimnasia Rítmica de conjuntos, musicales (Rosendo, Dios Salve a la Reina, Pablo López, Ara Malikian, etc.) y espectáculos como Revolution Ice con el patinador Javier Fernández López.
En 2019 acogió eventos como Cirque du Soleil, con su espectáculo «Toruk», y conciertos de IZAL, Bob Dylan, Mark Knopfler, Iruña Rock, Pablo Alborán, Manuel Carrasco, Melendi o Berri Txarrak.
Desde la inauguración hasta finales de 2019, la asistencia acumulada de los eventos en el Navarra Arena sumaron 200.000 personas.
Durante el año 2020, la programación del Navarra Arena se vio seriamente afectada por la pandemia de COVID-19 en España al igual que otros recintos de congresos y eventos. Desde marzo a septiembre de 2020, el recinto permaneció cerrado a eventos de masas, teniendo lugar tan sólo algún evento solidario a puerta cerrado y tareas de mejora y mantenimiento por parte de la organización.
En 2021 el Navarra Arena volvió a recuperar el ritmo de eventos, teniendo lugar una variedad de conciertos, así como eventos de otro tipo como el #Play Pamplona Game–Fest, un evento centrado en los videojuegos, el ecosistema gaming y las nuevas tecnologías; o el Campeonato de España Individual, Clubes y Autonomías y Nacional de Gimnasia Artística Masculina y Femenina.
Con el 2022, uno de los eventos más destacados fue la final del manomanista, siendo el quinto partido de pelota mano jugado en el Navarra Arena, después de Elezkano II-Rezusta contra Ezkurdia-Zabaleta el 29 de septiembre de 2018 y el Altuna III-Zabaleta contra Irribarria-Rezusta el 6 de octubre de 2019 ambos del Master's Codere; y Ezkurdia contra Altuna III el 18 de noviembre de 2018 y el 17 de noviembre de 2019, ambas citas como finales del Cuatro y Medio de las ediciones de 2018 y de 2019. Otros eventos notorios fueron conciertos con gran asistencia de fans como Fito y Fitipaldis, Rigoberta Bandini o C. Tangana, también se recuperó el festival de Iruña Rock celebrado por última vez en 2019, se hizo la reedición del campeonato nacional de gimnasia rítmica masculina y femenina, el partido de baloncesto entre las selecciones nacionales de España e Islandia o el campeonato de España de parkour, que vino a mejorar el Parkour Spain Series celebrado en 2021. Uno de los últimos eventos del año estuvo relacionado también con la cultura local, al albergar la gran final del campeonato de versolarismo, que reunió a 13.000 asistentes.
En 2023 volvió a contar con una gran variedad de eventos de todo tipo, finalizando el año con la acogida del Navarra Indoor Athletics el 29 de diciembre de 2024 como inauguración del World Athletics Indoor Tour 2024. Antes de ello, a finales de septiembre de 2023, la valoración de la organización al cumplirse el primer lustro de apertura del recinto fue de un acumulado de asistentes de 750.000 personas repartidos en unos 400 eventos, un dato valorado muy positivamente teniendo en cuenta el parón de 2020.

### 2024-
En 2024, el Navarra Arena comenzó agendando nuevos eventos, en especial conciertos con artistas de gran calado como Marc Anthony, Luis Miguel, Estopa o Laura Pausini. En febrero, se anunció la creación de una línea de autobús propia para acercar a la gente de otras poblaciones de Navarra a los eventos, cubriendo rutas que pasaban por Tudela, Alsasua, Tafalla, Artajona, Elizondo, Isaba o Viana.

## Gestión
Actualmente este centro multiusos está gestionado por Navarra de Infraestructuras de Cultura, Deporte y Ocio.